# Émile Champion
Émile Champion (París, 7 d'agost de 1879 - ?) fou un maratonià francès que va córrer al tombant del segle xx.
El 1900 va prendre part en els Jocs Olímpics de París, en què guanyà la medalla de plata en l'Marató, en quedar per darrere del també francès Michel Théato.